# Preiskari, Louekari och Uniletto
Preiskari, Louekari och Uniletto är en ö i Finland. Den ligger i Bottenviken och i kommunen Brahestad i den ekonomiska regionen  Brahestads ekonomiska region i landskapet Norra Österbotten, i den norra delen av landet. Ön ligger omkring 58 kilometer sydväst om Uleåborg och omkring 500 kilometer norr om Helsingfors.
Öns area är 83,9 hektar och dess största längd är 1,5 kilometer i sydväst-nordöstlig riktning.